# Cantonul Riom-ès-Montagnes
Cantonul Riom-ès-Montagnes este un canton din arondismentul Mauriac, departamentul Cantal, regiunea Auvergne, Franța.

## Comune
| Comune                   | Populație (1999) | Cod poștal | Cod INSEE |
| ------------------------ | ---------------- | ---------- | --------- |
| Apchon                   | 242              | 15400      | 15009     |
| Collandres               | 223              | 15400      | 15052     |
| Menet                    | 580              | 15400      | 15124     |
| Riom-ès-Montagnes        | 2698             | 15400      | 15162     |
| Saint-Étienne-de-Chomeil | 259              | 15400      | 15185     |
| Saint-Hippolyte          | 122              | 15400      | 15190     |
| Trizac                   | 657              | 15400      | 15243     |
| Valette                  | 261              | 15400      | 15246     |